# Райко Райчев
Райко Райчев (болг. Райко Страхилов Райчев; 29 березня 1955, Софія) — болгарський дипломат. Постійний представник Болгарії при Організації Об'єднаних Націй (2007—2012).

## Життєпис
Народився 29 березня 1955 року в місті Софія. Отримав ступінь магістра міжнародних відносин у Вищому економічному інституті в Софії. Крім того, навчання зі спеціалізації та формулювання та виконання проектів у Секретаріаті Фонду ООН у сфері народонаселення (UNFPA); сертифікат миротворчих переговорів і посередництва від Pearson Pearson Peacekeeping Center в Канаді; та сертифікація з управління політичними та економічними змінами від Школи уряду Гарвардського університету імені Джона Ф. Кеннеді.
З 11 вересня 2007 по 6 червня 2012 рр. — Постійний представник Болгарії при Організації Об'єднаних Націй. До цього працював на посаді голови кабінету міністра закордонних справ Болгарії. Він обіймав посаду керівника департаментів контролю над озброєннями та міжнародної безпеки та глобальної безпеки та роззброєння в Організації Північноатлантичного договору (НАТО) та Директораті міжнародної безпеки Міністерства закордонних справ. Інші посади, які займають, включають заступника постійного представника при Організації Об'єднаних Націй у Нью-Йорку; Департамент Організації Об'єднаних Націй у складі Директорату координації та планування; та Департамент ООН та загальних питань.